# Colombia en el Tour del Porvenir
El Tour del Porvenir es el nombre tradicional de una competición ciclística por etapas que se corre en Francia, si bien en algunas de sus ediciones se ha llamado de otras maneras. Esta carrera inició en 1961 y la primera participación de un equipo colombiano se remonta a la edición de 1973 cuando la selección nacional conformada por Luis H. Díaz, Edgar García Pérez, Jorge Eliécer González, Rafael Antonio Niño, Abelardo Ríos, Olinto Rueda Plata y Jorge Amable Vásquez, formó parte del pelotón de salida. En dicha edición, corrida entre el 10 y el 22 de julio, dos corredores se ubicaron entre los diez primeros de la general, Ríos fue noveno y Díaz décimo; Vásquez ocupó el puesto 16. Todos, salvo Niño, terminaron la prueba. El técnico fue Leandro Coco y el asistente Raúl Mesa.

## Victorias y podios
Seis colombianos han conseguido ganar el Tour del Porvenir, uno ha sido subcampeón y cuatro han ocupado el tercer lugar, según se muestra a continuación:
| Puesto | Ciclista              | Edición |
| ------ | --------------------- | ------- |
| 1.º    | Alfonso Flórez        | 1980    |
| 1.º    | Martín Ramírez        | 1985    |
| 1.º    | Nairo Quintana        | 2010    |
| 1.º    | Esteban Chaves        | 2011    |
| 1.º    | Miguel Ángel López    | 2014    |
| 1.º    | Egan Bernal           | 2017    |
| 2.º    | Juan Ernesto Chamorro | 2012    |
| 3.º    | Patrocinio Jiménez    | 1981    |
| 3.º    | Cristóbal Pérez       | 1982    |
| 3.º    | Samuel Cabrera        | 1985    |
| 3.º    | Jarlinson Pantano     | 2010    |

## Vencedores de etapa
El primer ciclista colombiano que consiguió una victoria de etapa en el Tour del Porvenir fue Patrocinio Jiménez en 1980, quien en su primera participación se impuso el 16 de septiembre en la 7.ª etapa entre Divonne-les-Bains y Morzine. Desde entonces, y hasta la edición de 2023, 16 ciclistas han logrado un total de 19 victorias de etapa con el siguiente detalle:
| Victorias | Ciclista                | Etapas |
| --------- | ----------------------- | --- |
| 2         | Patrocinio Jiménez      | 1980 – 7.ª etapa: Divonne-les-Bains - Morzine 1981 – 10.ª etapa: Saint-Pierre-d‘Entremont - Saint-Gervais   |
| 2         | Nairo Quintana          | 2010 – 6.ª etapa: Risoul - Risoul 2010 – 7.ª etapa: Guillestre - Risoul                                     |
| 2         | Egan Bernal             | 2017 – 7.ª etapa: Saint-Gervais-les-Bains – Hauteluce 2017 – 8.ª etapa: Albertville – Sainte-Foy-Tarentaise |
| 1         | José Alfonso López      | 1982 – 3.ª etapa: Châtillon-sur-Saône - Voreppe                                                             |
| 1         | Lucho Herrera           | 1982 – 10.ª etapa: Divonne - Morzine                                                                        |
| 1         | Edgar Corredor          | 1985 – 1.ª etapa: Castelsarrasin - Valence (Tarn y Garona)                                                  |
| 1         | Antonio Agudelo         | 1985 – 8.ª etapa: Foix - Guzet-Neige                                                                        |
| 1         | Martín Ramírez          | 1985 – 9.ª etapa: Saint Girons - Superbagnères                                                              |
| 1         | Alberto Camargo         | 1986 – 12.ª etapa (parte A): Briançon - Sestriere                                                           |
| 1         | Abelardo Rondón         | 1987 – 4.ª etapa: Trento - Val Gardena                                                                      |
| 1         | Mauricio Ardila         | 2002 – 10.ª etapa: Saint-Flour - Saint-Flour                                                                |
| 1         | Miguel Ángel López      | 2014 – 6.ª etapa: Saint-Gervais - La Rosière                                                                |
| 1         | Jhon Anderson Rodríguez | 2016 – 5.ª etapa: Scionzier - Les Carroz d'Arâches                                                          |
| 1         | Álvaro Hodeg            | 2017 – 6.ª etapa: Montrichard - Saint-Amand-Montrond                                                        |
| 1         | Iván Ramiro Sosa        | 2018 – 7.ª etapa: Moûtiers - Méribel                                                                        |
| 1         | Harold Tejada           | 2019 – 7.ª etapa: Grésy-sur-Isère - La Giettaz                                                              |

## Maillots

### Maillot de líder
En el Tour del Porvenir los maillots de los líderes de las diferentes clasificaciones son de igual color que los del Tour de Francia; de esta forma, uno de color amarillo es la prenda que identifica al líder de la clasificación general de la prueba. Alfonso Flórez fue el primer pedalista colombiano en vestir la camiseta de líder y además, es quien mayor tiempo lo ha portado pues durante la edición de 1980 lo llevó durante 8 días. Otros seis colombianos han vestido el maillot de líder. A continuación el listado y los días vistiendo la camiseta de líder.
| Días de líder | Ciclista                | Edición |
| ------------- | ----------------------- | ------- |
| 8             | Alfonso Flórez          | 1980    |
| 4             | Martín Ramírez          | 1985    |
| 3             | Miguel Ángel López      | 2014    |
| 2             | Egan Bernal             | 2017    |
| 1             | José Alfonso López      | 1982    |
| 1             | Nairo Quintana          | 2010    |
| 1             | Jhon Anderson Rodríguez | 2016    |

### Maillot a lunares
Un maillot blanco de lunares rojos identifica al mejor escalador de la prueba. Esta clasificación recompensa al ciclista que obtiene más puntos al pasar por las cumbres de los diferentes puertos de montaña de que consta la carrera. En la historia del Tour del Porvenir ocho ciclistas colombianos han logrado 8 victorias en la clasificación de la montaña con el siguiente detalle: 
| Victorias | Ciclista                | Edición |
| --------- | ----------------------- | ------- |
| 1         | José Patrocinio Jiménez | 1981    |
| 1         | Rafael Acevedo          | 1982    |
| 1         | Reynel Montoya          | 1984    |
| 1         | Samuel Cabrera          | 1985    |
| 1         | Henry Cárdenas          | 1987    |
| 1         | Jarlinson Pantano       | 2010    |
| 1         | Miguel Ángel López      | 2014    |
| 1         | Alejandro Osorio        | 2018    |

## Victorias en otras clasificaciones
Diferentes pedalistas nacionales han obtenido diversos premios en clasificaciones secundarias a lo largo de la historia del Tour. En la edición de 1973 el equipo colombiano consiguió el título de la supercombatividad. Patrocinio Jiménez, Samuel Cabrera y Germán Antonio Castillo Cabrera fueron premiados como súper equipier No. 1 en las ediciones de 1980, 1981 y 1985, respectivamente. Samuel Cabrera obtuvo el título de la combatividad en 1985 y William Pulido el de la súper combatividad en 1988. 
Dos equipos y estructuras de origen colombiano han conseguido el triunfo en la clasificación general por equipos del Tour del Porvenir: Café de Colombia lo consiguió en 1985, y la selección Colombia en 2010 y 2018.